# Tenore toscano
Il tenore toscano (o tenore mediceo) è una viola tenore costruita da Antonio Stradivari nel 1690. Strumento di fattura eccellente, costruito come tenore di un quintetto destinato alla corte dei Medici, è l'unica viola tenore sopravvissuta della produzione stradivariana, ma si ha notizia della costruzione di altre due andate perdute, ed è l'unico suo strumento conservato fino ad oggi in condizioni pressoché originali, motivi per i quali riveste una grandissima importanza storica.

## Storia
La viola fa parte di un insieme di cinque strumenti noti come quintetto mediceo (due violini, una viola contralto, il tenore ed un violoncello) costruiti per l'erede al granducato di Toscana, Ferdinando de' Medici. Dapprima Stradivari aveva realizzato i due violini ed il violoncello: visto il notevole apprezzamento degli strumenti da parte della corte, gli era stata successivamente richiesta la costruzione di due viole per completare il quintetto. Il 19 settembre 1690 Stradivari ha ricevuto una lettera da parte del marchese Bartolomeo Ariberti nella quale gli veniva commissionata la costruzione.
Il modello impiegato per costruire il tenore, così come quello del contralto, è conservato nella collezione Dalla Valle del museo stradivariano ed è datato 4 ottobre 1690, periodo nel quale probabilmente il liutaio ha cominciato a lavorare alla realizzazione dei due strumenti. L'intero quintetto è descritto in un inventario degli strumenti granducali nel 1700 e compaiono anche nell'inventario del 1716 e sono nominate nei registri ed inventari di corte per tutta la prima metà del Settecento.
Nel 1762 le due viole vengono affidate al marchese Eugenio de Ligniville assieme ad alcuni archi ma, nel 1776, è documentata la restituzione del solo tenore. Tra il 1777 e il 1786 continuerà a comparire una sola viola Stradivari negli inventari. La successiva annotazione risale a dopo la restaurazione della dinastia lorense, a seguito del Congresso di Vienna, nell'inventario del 1819.
Tra il 1823 e il 1829 lo strumento è stato sottoposto ad alcuni lavori di restauro, commissionati ad Arcangelo Bimbi. Questi ha incollato una punta, riparato alcuni danni causati dai tarli, pulito lo strumento e cambiato due corde. Lo strumento compare ancora negli inventari del 1829 ed è sottoposto, intorno al 1844, ad altri lavori di manutenzione, commissionati a Gaetano Piattellini.
Nel 1861 lo strumento viene valutato mille lire e il 31 luglio 1863 viene consegnato al segretario del Regio Istituto Musicale Luigi Cherubini. Lo strumento era stato ancora attaccato dai tarli e una perizia evidenziava la necessità di riparare la parte inferiore del piano da essi danneggiata, oltre alla necessità di incollare nuovamente una crepa su una fascia e di correggere vecchie stuccature, fatte per riparare i fori dei tarli in precedenza. Nel 1869 lo strumento è nuovamente sottoposto a lavori di restauro, questa volta effettuati da Giuseppe Scarampella. Questi ha anche evidenziato che il piano armonico era stato corretto e rinforzato dallo stesso Stradivari, lavoro che sarebbe stato segnalato con l'annotazione sulla fascia "Prima 20 ottobre 1690 per S. A. da Fiorenza". La fattura per la riparazione, la cui spesa totale ammontava a 180 lire, è datata 9 febbraio 1870.

## Caratteristiche
Si tratta di una viola tenore piuttosto grande (la cassa è lunga 47,8 cm), di dimensioni maggiori rispetto a quelle consuete dei costruttori precedenti, come Gasparo da Salò o Andrea Amati. A causa di ciò, sono state espresse in passato delle perplessità intorno alla dimensione dello strumento, giudicato insolitamente grande, a causa della scarsa conoscenza all'epoca della taglia tenorile della viola, abbandonata ormai da tempo.

### Cassa
La tavola presenta al centro una striscia più chiara dovuta al diverso colore del legno, larga 4 cm circa per parte del piano. Il capotasto inferiore sembrerebbe originale e il suo incasso non raggiunge la filettatura. I due zocchetti, superiore e inferiore, sono fissati con due spine, attraversate dal filetto. Nel fondo, composto da due pezzi di acero fortemente marezzato, è presente a destra, all'altezza della C centrale, una zona del legno alterata che risalta visivamente. Il filetto è probabilmente in pioppo, e nell'unione tra le due fasce inferiori è presente una filettatura a cinque fili (tre neri e due bianchi). Gli zocchetti e le controfasce, in salice, sono tutti originali tranne lo zocchetto inferiore, in abete. Sulla fascia superiore sinistra è presente una scritta ad inchiostro, la cui grafia sembra quella di Stradivari, che riporta: "Prima 20 ottobre 1690 per S. A. Da Fiorenza".

### Montatura

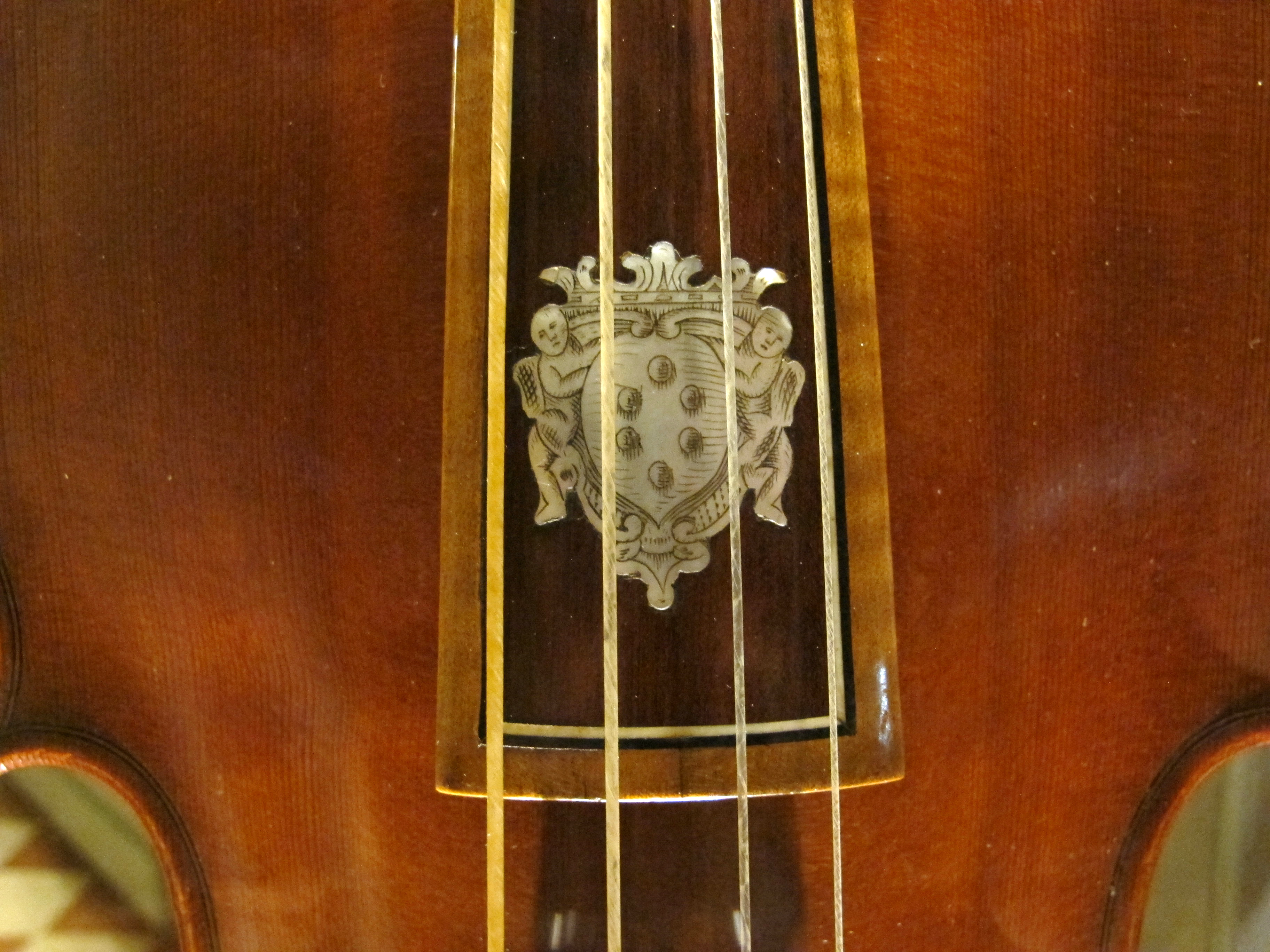
Stemma mediceo

La montatura dello strumento è interamente originale, tranne il bottone e i piroli. Il manico non ha subito i comuni interventi di modernizzazione (allungamento ed inclinazione) solitamente praticati nell'Ottocento sugli strumenti antichi. È fissato allo zocchetto con quattro chiodi disposti a rombo, come si faceva nel Seicento. Alla base del manico il bordo della tavola non si interrompe. Alla base del cavigliere è punzonato il monogramma  formato dalle lettere AS sovrapposte (che stanno per Antonius Stradivarius), invece della solita sigla indicante il modello, che sarebbe dovuta essere TV. Nella nocetta, originale, e nel riccio sono visibili i segni lasciati dal compasso nella tracciatura del legno prima della realizzazione. Anche la catena dello strumento è originale, caso unico negli Stradivari pervenuti.
La tastiera è riccamente decorata: costituita da un cuneo di acero, è rivestita in legno scuro e filettata in avorio ed ebano. Ha inoltre una decorazione di madreperla che raffigura lo stemma dei Medici sorretto da due amorini, sovrastato da una corona (che non ha particolare significato araldico). L'angolazione della tastiera è stata aumentata interponendo un cuneo di acero tra la stessa e il legno del manico, e in questo lavoro la tastiera è stata incollata in posizione leggermente asimmetrica. Anche la cordiera in acero è decorata in maniera analoga alla tastiera, con un rivestimento in legno scuro e un filetto in ebano e avorio. Anch'essa presenta delle inserzioni di madreperla: si tratta di due decorazioni, una sopra e una sotto il foro per il cordino di fissaggio. Quella superiore, più grande, rappresenta Cupido che scaglia un dardo, mentre la decorazione inferiore è floreale.
È conservato anche il ponticello originale, in acero, decorato ad inchiostro da Stradivari con una coppia di telamoni sul lato volto verso la tastiera e con un motivo floreale sul lato opposto. All'inizio del Novecento l'arcata è stata abbassata leggermente nel lato delle corde acute.

## Corredo di modelli
I modelli impiegati per la costruzione della viola tenore sono passati al conte Cozio di Salabue, che ha acquistato gli strumenti da lavoro di Stradivari da suo figlio Paolo, e alla morte del conte sono andati al marchese Dalla Valle. La collezione Dalla Valle, acquistata da Fiorini, è stata donata nel 1930 al museo stradivariano di Cremona, presso il quale i modelli sono esposti. I modelli sono datati 4 ottobre 1690 e tutti i pezzi sono contrassegnati con le lettere T.V. (che stanno per Tenore Viola). Sono conservati ventuno pezzi: forma in noce per la cassa e modelli per il taglio dei blocchi e delle punte, disegno su carta delle C e schema di piazzamento delle ƒƒ, due modelli di carta per le ƒƒ, modelli di carta del manico con riccio, dello sviluppo della voluta e della base del manico, modello del fianco del cavigliere con la posizione dei piroli, modelli in acero della tastiera e della cordiera e modelli di carta delle loro decorazioni, modello degli spessori dei bordi della tavola armonica e del fondo, modello di carta del ponticello, facsimile in acero dello stesso e ponticello originale.

## Giudizi critici
Lo strumento è di qualità eccellente, ed in questo senso non sono mai state avanzate critiche od obiezioni, ed allo stesso modo non ne è mai stata messa in dubbio l'autenticità. Lo strumento rientra perfettamente nello stile dello Stradivari di quegli anni ed è coerente con quello del resto del quintetto mediceo, con i quali condivide la qualità del legno e della vernice (che nel tenore rimane tuttavia leggermente più chiara rispetto ai violini). I commenti sullo strumento sono stati sempre entusiastici. Nel 1911 Leto Bargagna, segretario del Regio Istituto Musicale Luigi Cherubini, descrisse lo strumento:
(Leto Bargagna)

## Conservazione
Lo strumento è in uno stato di conservazione eccellente. Essendo il tenore una taglia di viola già desueta all'epoca della costruzione, è stata suonata pochissimo ed inoltre, contrariamente a molte viole tenore del Seicento, la cassa non è stata rimpicciolita per poterla usare agevolmente nelle epoche successive. Si tratta di uno dei pochi strumenti di Stradivari giunto ad oggi in condizioni effettivamente originali, probabilmente è l'unico con la catena originale e i lavori compiuti sullo strumento sono stati principalmente restauri.
Nel 1828 è stato eseguito da Arcangelo Bimbi un restauro del fondo, per riparare le gallerie scavate dai tarli. Nel 1869 sono state commissionate a Scarampella delle riparazioni sulla tavola armonica, consistenti nell'incollatura di alcune piccole crepe (nella zona superiore, ai due lati del manico, in prossimità della punta inferiore sinistra e ai lati del capotasto inferiore) e la riparazione di quattro danni causati dai tarli, tre dei quali stuccati e uno, vicino al capotasto inferiore, sistemato con un riporto di legno. Anche la fascia inferiore destra ha subito attacchi di tarli con conseguente riparazione e sostituzione della controfascia originale in salice con una nuova in abete, mentre le altre cinque sono in condizioni originali.
La vernice presenta solo un ritocco trasversale nella parte inferiore, dovuto probabilmente alla sistemazione di un danno arrecato da una goccia di solvente durante l'apertura dello strumento, e qualche altro ritocco minore in conclusione dei vari interventi di riparazione. La vernice è in generale in ottimo stato, presenta segni di usura solo sul dorso del riccio e alla base del manico. La tastiera presenta delle piccole crepe ad alcuni centimetri dal capotasto, con danni compensati da riporti di acero, probabilmente dovute allo scollamento per l'inserimento del cuneo sotto la tastiera stessa.
Lo strumento è custodito nel museo degli strumenti musicali del Conservatorio di Firenze ed è impiegato in concerto da musicisti dell'istituto e da artisti ospiti.